# Isvej
En isvej (estisk: jäätee; finsk: jäätie; svensk: isväg, russisk zimnik) er en vej som i vinterperioden går på is, som er tilfrosset på en sø, en elv eller et hav, og hvor isen er så tyk, at det er muligt at køre i personbil på denne. Ofte erstatter isveje da færgeforbindelser, undertiden gør de det muligt at køre til øer eller steder, som ellers ikke kan nås med bil eller med tunge transporter. I nogle egne, f. eks. i Sibirien, er transport af tungt gods, såsom malm og svært maskineri, at foretrække ad isveje frem for sommerens alternativer - flodtransport, flyvemaskiner eller helikoptere.
Isveje har begrænsninger med hensyn til blandt andet vægt og fart samt indbyrdes kørselsafstand mellem brugerne, dels af hensyn til de enkelte trafikanters sikkerhed, dels for at forhindre sprækkedannelser i isen. Kravene varierer fra land til land og undertiden mellem de forskellige isveje. 
Isveje oprettes om vinteren blandt andet i Estland, Finland, Canada, Norge, Rusland og Sverige. Territoriet Nunavut i Canada har vejforbindelse med resten af Nordamerika alene med en isvej.

## Estland
I Estland findes kun officielle isveje. Sådanne kan oprettes, når isen overalt er mindst 22 cm tyk. Isveje anses for bedst på nylig tilfrossen is, idet varmeperioder kan påføje isvejen vanskeligt opdagelige skader. Vejene oprettes efter forudgående kontrol af den planlagte vejstrækning med isbor eller specielle radarer. Isvejen afmærkes med nåletræskviste med 50-100 meters indbyrdes afstand. De må kun befærdes i dagtimerne. Den indbyrdes afstand mellem bilerne skal være mindst 250 meter. Kørselshastigheder op til 70 km/t er tilladt, men kørsel med hastigheder på 25-40 km/t skal undgås på grund af resonans og fare for issprækker, ligesom standsning er forbudt. Sikkerhedsselen må IKKE være fastspændt. Køretøjernes vægt må ikke overstige 2-2,5 ton.

## Finland
I Finland opretholder vägförvaltningen under isvintre et antal lange isveje blandt andet i Skärgårdshavet. Isvejen over søen Pielinen i Lieksa, mellem Koli og Vuonislahti, er 7 kilometer lang og forkorter afstandet fra Lieksa centrum til Koli by fra 92 til 41 kilometer sammenlignet med landevejen.

## Sverige
I Sverige forestår Vägverket et antal isveje, men der findes også private isveje. Landets længste, sammenhængende isvej er ca. 15 km lang og oprettes i Luleå skärgård. Den udgår fra Hindersöstallarna og går til Hindersön, Stor-Brändön og Långön. Den sydligste isvej findes i søen Hjälmaren mellem færgelejet i Hampetorp og Vinön.

## Isjernbaner
Undertiden oprettes endda jernbaner over isen, således på Bajkalsøen under den russisk-japanske krig og på Ladoga-søen under belejringen af Leningrad. I Sankt Petersborg har der været oprettet sporvognslinjer over isen.